# Kanaal Brugge-Oostende
Kanaal Brugge-Oostende är en kanal i Belgien.   Den ligger i provinsen Västflandern och regionen Flandern, i den västra delen av landet, 110 km väster om huvudstaden Bryssel.
Trakten runt Kanaal Brugge-Oostende består till största delen av jordbruksmark. Runt Kanaal Brugge-Oostende är det tätbefolkat, med 266 invånare per kvadratkilometer.